# Кудо, Акира
Акира Кудо (яп. 工藤 章 Кудо Акира, р. 1 января 1954 года) — японский борец вольного стиля, чемпион Азиатских игр, призёр Олимпийских игр.

## Биография
Родился в 1954 году в городе Мияко префектуры Иватэ. В 1974 году стал чемпионом Азиатских игр в Тегеране. В 1976 году завоевал бронзовую медаль Олимпийских игр в Монреале.